# Augustin Mariaux
Augustin Mariaux, francoski general, * 5. januar 1864, † 1. junij 1944.